# Ampelocissus acetosa
Ampelocissus acetosa är en vinväxtart som först beskrevs av F. Müll., och fick sitt nu gällande namn av Planchon. Ampelocissus acetosa ingår i släktet Ampelocissus och familjen vinväxter. Inga underarter finns listade i Catalogue of Life.